# Jevgenij Zamjatin
Jevgenij Ivanovitj Zamjatin (ryska: Евгений Иванович Замятин), född 1 februari 1884 i Lebedjan i nuvarande Lipetsk oblast, död 10 mars 1937 i Paris, var en rysk författare. 

## Biografi
Zamjatin föddes i ett lärarhem i provinsstaden Lebedjan vid Don, flyttade till St:Peterburg och  utbildade sig till skeppsbyggnadsingenjör och verkade förutom som student också som revolutionär. Under första världskriget vistades han i England. Efter revolutionen 1917 återvände han till Ryssland och var en av grundarna av Serapionsbröderna. Zamjatin blev efter oktoberrevolutionen lärare i prosateknik, blev ordförande i Leningradavdelningen av författarföreningen och tog plats i styrelsen för Allryska författarunionen. 
Zamjatin skrev på 1920-talet satiriska berättelser och dramer, som riktade sig mot det nya Sovjetunionen – men i minst lika hög grad mot utvecklingen i Västeuropa och i USA. Mest känd är dystopin Vi (i engelsk översättning på amerikanskt förlag 1924), och först 1927 i en rysk emigranttidskrift.   Boken förbjöds och kunde först 1988 publiceras i Sovjetunionen. Denna var en föregångare till många senare kommande "negativa" utopier som exempelvis Huxleys Du sköna nya värld (1932). George Orwell byggde delvis sin 1984 på Zamjatins Vi.  Orwell  uttalade sig om Zamjatin och Vi uppskattande : ”Zamjatins intuitiva känsla för den irrationella sidan av totalitarismen - mänskliga offer, grymheten som självändamål - gör Vi överlägsen Huxleys Du sköna nya värld”.
Sten Wistrand skriver att Zamjatin tillskrivits profetiska egenskaper då ”Den Enda Staten i romanen föregriper 1930-talets skenrättegångar, personkult och krav på konstens uppfostrande renlärighet. Landets diktator hyllas för sin ’ofelbara vishet’ och kallas Välgöraren, precis som Stalin blev Läraren, Ledaren och Barnens vän. Folk försvinner utan att någon vågar säga något och portvakterna är säkerhetspolisens, ’beskyddarnas’ förlängda arm”. 
Zamjatin blottlade och avslöjade förföljelserna mot författarna och hade djärvheten att begära att få lämna landet. Conquest skriver att han var en av de få drivna marxisterna bland författarna och hade av det skälet förkastat bolsjevismen. Gorkij ingrep i Izvestia för Pilnjak och Zamjatin. 1931 fick han tillåtelse att emigrera från Ryssland. Maksim Gorkij kan därför ha räddat livet på Zamjatin genom sin förbindelse med Stalin.

## Verk översatta till svenska
- Vi (översättning Sven Vallmark, 1959) (My 1921)
- Draken och andra berättelser (översättning Barbara Lönnqvist, 1981) (valda noveller)
- Berättelse om det viktigaste (översättning Nils Håkanson, 2006) (Rasskaz o samom glavnom)